# Clamp Gakuen Tanteidan
Clamp Gakuen Tanteidan es un manga creado por CLAMP. Tuvo una adaptación al anime de 26 episodios y fue producida por el Studio Pierrot y Bandai Visual. En España fue emitido por primera vez en 2003 en Localia y debido su gran popularidad se emitió en diversas ocasiones en dicho canal, también fue doblado en catalán y fue emitido en K3 y en 2006 Jonu Media distribuyó DVDs en castellano y en catalán.

## Historia
Narra la historia de tres chicos que se dedican a ayudar a todas las chicas de su colegio, el Campus Clamp. La fundadora de este particular campus es la compañía Imonoyama, que lo ha diseñado para aceptar a todas aquellas personas que destaquen en algún campo en concreto.
Nuestros protagonistas se encargan de resolver problemas, en especial Nokoru. Él es parte de un trío de niños que siempre logran conseguir la paz. Ellos van en primaria y son los más guapos
y populares del campus.
Curiosamente el argumento sirvió de base a los animes Gakuen Alice y Ouran High School Host Club.

## Personajes

### Detectives Clamp
- Nokoru Imonoyama (妹之山 残 Imonoyama Nokoru?)

Seiyuu: Akemi Okamura
Alumno de 6º grado de primaria de la Escuela Clamp. Tiene 12 años. Heredero de la poderosa familia Imonoyama. Es muy popular entre las chicas de su curso. Nokoru es muy inteligente y hasta la NASA ha tratado de capturarlo. Tiene la habilidad de detectar si hay una damisela en peligro desde 2 kilómetros de distancia. Por esto es que funda el grupo de Detectives CLAMP. No tiene habilidad deportiva.
- Suoh Takamura (鷹村 蘇芳 Takamura Suō?)

Seiyuu: Shiho Niiyama
Alumno de 5º de primaria de la Escuela Clamp. Tiene 11 años. Miembro de una familia famosa por sus habilidades en las artes marciales y también es el secretario del consejo de estudiantes y guardaespaldas de Nokoru, a quien a veces no entiende. Se enamora de Nagisa, y también es muy popular entre las chicas.
- Akira Ijyuin (伊集院 玲 Ijūin Akira?)

Seiyuu: Omi Minami
Alumno de 4º de primaria de la Escuela Clamp. Tiene 10 años. Forma junto con Suoh y Nokoru el comité de estudiantes de primaria. Muy buen cocinero y popular entre las chicas, Akira siempre tiene una expresión alegre y buen humor. Lleva una doble vida, durante el día como estudiante y por las noches como ladrón de guante blanco, conocido como El ladrón de las mil caras, para seguir la tradición familiar. Tiene 2 madres. Está enamorado de la presidenta del comité de jardín de infancia Utako Ohkawa.

### Otros
- Nagisa Azuya (梓夜 凪砂 Azuya Nagisa?)

Seiyuu: Haruna Ikezawa
Tiene 6 años. es amiga de Utako y es flautista. Primero Suoh pensaba que ella era algo así como una ilusión; al escuchar a Utako hablar sobre ella, después la conoció y supo que era real. Su madre es una bailarina de Zuka y su padre es flautista. Tiene potencial para sobrepasar a sus padres. Está enamorada de Suoh. 
- Utako Ohkawa (大川 詠心 Ōkawa Utako?)

Seiyuu: Yuko Miyamura
Tiene 6 años y es Presidenta de Kindergarden. Al principio creía que a Nagisa, la atacaban personas celosas de ella. Akira está enamorado de ella y viceversa. Espera casarse algún día. Aparece en 20 Mensho ni Onegai! y Tsubasa: RESERVoir CHRoNiCLE.

## Cross-overs
- Hay muchos cross-overs, tales como que Akira es el protagonista de El ladrón de las mil caras, Suoh aparece en Clamp School Paranormal Investigators y Nokoru es el líder enmascarado de Patrulla Especial Duklyon.

- El campus clamp es en X el pentagrama donde se esconde la espada de Kamui.

- Miyuki del manga Miyukichan in the Wonderland aparece como personaje en el episodio 17.

- Todos aparecen adultos en X/1999.

- Los tres aparecen en Tsubasa: RESERVoir CHRoNiCLE, primero en el mundo de Koryo como el Amenosa y en Piffle como competidores.

- En el manga de Angelic Layer, Misaki Suzuhara al cocinar canta la canción Pink Peony, El Opening de Clamp Gakuen Tanteidan.

- En el último capítulo del manga cuando Suoh y Akira buscan a Nokoru, llegan a una cafetería con el nombre de "Dluklyon" (otro de los mangas de las CLAMP, donde también aparece Nokuro como personaje del manga).

## Lista de episodios
| # | Título                                                                                              | Estreno |
| --- | --------------------------------------------------------------------------------------------------- | ------- |
| 01 | «¡Formación! Escuela de detectives Clamp» «Kessei! CLAMP gakuen tantei dan» (結成! CLAMP学園探偵団) |         |
| Nokoru, Suoh y Akira deciden ir a la torre de Tokyo en globo aerostático para verificar si es un buen lugar para una fiesta que se hará por el aniversario de la escuela Clamp. En su estancia ahí, Nokoru mira a una mujer anciana llorando en una de las ventanas de la torre y se preocupa. De vuelta en la escuela sigue preocupado y termina volviendo esa misma noche a la torre a preguntarle educadamente a la anciana la razón de su tristeza, mientras estaban en eso unos hombres de traje negro que llegan exigiendo que tanto Nokoru como sus dos compañeros que estaban cerca que se retirarán, Suoh con ayuda de Akira lucha contra todos los hombres y estos al notar que no podían contra ellos se retiran. La anciana les explica a los niños que esos hombres son enviados por su cuñado, quien quiere quitarle su casa, pero no quiere pedir ayuda a la policía por tratarse de su familia. Nokoru le promete a la anciana que él y sus dos amigos la ayudarán. Volviendo a la escuela al día siguiente investigan todo sobre el cuñado de la señora y deciden hacerle unas "atracciones" cuando él llegué a la casa de la anciana. El señor parecía haberse rendido, y la anciana se alegro, todo parecía haberse terminado. La anciana poco después recibió una carta de su cuñado citandola en la torre de Tokio para pedirle disculpas, sin embargo todo era un engaño para quitarle una vez por todas las escrituras de su casa. Por suerte Nokoru, Suoh y Akira aparecen para ayudarla y después de una agitada pelea y una muerte segura en un lado de la torre de Tokyo, Nokoru hace que el cuñado prometa en un contrato que nunca más molestara a la anciana. Los tres niños llevan a la anciana a su casa y ella por fin cumplió su sueño de ver un jardín lleno de flores. Después de todo lo ocurrido, Nokoru decide abrir un nuevo club en donde estará él y sus dos amigos para ayudar a todas las señoritas que tengan algún problema: el club de detectives de la escuela Clamp | |         |
| 02 | «Detectives» «Sleuths» (探偵(スルース))                                                             |         |
| 03 | «Mi fair lady» «My Fair Lady» (マイ・フェア・レディ)                                                |         |
| 04 | «Por favor, ten cuidado Chef» «Chefu shingari goyoujin» (料理長(シェフ)殿ご用心)                    |         |
| 05 | «Huida hacia la victoria (1)» «Shouri e no dasshutsu zenpen» (勝利への脱出 前編)                    |         |
| 06 | «Huida hacia la victoria (2)» «Shouri e no dasshutsu kouhen» (勝利への脱出 後編)                    |         |
| 07 | «Espera hasta que oscurezca» «Kuraku naru made matte» (暗くなるまでまって)                          |         |
| 08 | «El cuaderno de la bola» «Butoukai no techou» (舞踏会の手帳)                                        |         |
| 09 | «Te llevo en el corazón» «Waga kokoro ni kimi fukaku» (我が心に君深く)                              |         |
| Mientras practicaba tiro con arco Suoh escucha la melodía de una flauta que le atrae y le lleva hasta un árbol florecido donde una mujer de 6 años toca la flauta, pero al instante desaparece. Desde ese momento Suoh no deja de pensar en la señorita que vio y está muy despistado. La señorita Nagisa que es la chica que vio el señor Suoh tiene que practicar con la flauta para una actuación en una fiesta de parvulario donde es herida por una especie de cohete que da vueltas alrededor del campus y hace explotar todo lo que tiene forma de cuenco por eso la mejor amiga de la señorita Nagisa la presidenta Okawa pide ayuda al club de detectives Clamp y el presidente Nokoru le encomienda la tarea al señor Suoh. Él y la señorita Nagisa pasan una semana juntos el mientras ella toca la flauta la vigila para que nada malo le pase. En la fiesta de parvulos mientras la señorita Nagisa está tocando vuelve a pasar por encima el cohete que comienza a destruirlo todo la señorita Nagisa no se daba cuenta de lo que pasaba a su alrededor está a punto de ser destruida por el cohete pero suerte que el señor Suoh corre a salvarla. | |         |
| 10 | «Liga preciosa» «Pretty League» (プリティ・リーグ)                                                  |         |
| El señor Suoh está harto de que el señor Nokoru se tome a broma las tareas del consejo de alumnos y le reta a un duelo de béisbol si él gana el señor Nokoru hará todo el trabajo, el señor Nokoru acepta el reto y pide a la clase de parvulario donde esta la señorita Nagisa que juegue en su equipo ellos aceptan pero la señorita Nagisa se siente mal por tener que competir contra el chico que quiere pero él le desea suerte ya que sabe que no lo hace a posta al final el señor Suoh gana y el presidente tiene que hacer todo el trabajo | |         |
| 11 | «Ladrón elegante (1)» «Oshare dorobou zenpen» (おしゃれ泥棒 前編)                                   |         |
| 12 | «Ladrón elegante (2)» «oshare dorobou kouhen» (おしゃれ泥棒 後編)                                   |         |
| 13 | «Que Entretenimiento» «That's Entertainment» (ザッツ・エンタテイメント)                             |         |
| El señor Nozomu ha preparado una prueba al señor Suoh y al señor Ijuin, se trata de adivinar donde se esconde él por medio de unas pistas que le dejó. La señorita Nagisa y la presidenta Okawa deciden ayudar y las dos parejas pasan una gran tarde muy divertida. Cuando es de noche las dos parejas, el señor Ijuin y la presidenta Okawa; y el señor Suoh y la señorita Nagisa, llegan a una especie de jardín playa y la sorpresa era que el jefe les tenía preparada una fiesta. | |         |
| 14 | «Gran huida» «Dai dassou» (大脱走)                                                                  |         |
| 15 | «Érase una vez en China» «Once Upon a Time in China» (ワンス・アポン・ア・タイム・イン・チャイナ)   |         |
| 16 | «Desde la tierra hasta la eternidad» «chijou yori eien ni» (地上より永遠に)                         |         |
| El señor Imonoyama lleva al señor Suoh y al señor Ijuin junto con la señorita Nagisa y la presidenta Okawa a una isla tropical donde conocen a una chica llamada Anita y a un chico del que está enamorada. Sin embargo, él tiene que irse el día antes de su cumpleaños y no le puede entregar su regalo el cual solo es posible dárselo una noche de luna llena. Por eso, el club de detectives Clamp los ayuda y pasan unas felices vacaciones. | |         |
| 17 | «Pretty Woman» «Pretty Woman» (プリティ・ウーマン)                                                  |         |
| 18 | «Amor verdadero» «True Romance» (トゥルー・ロマンス)                                                |         |
| Mientras salva a una señorita, de un ladrón de bolsos, el señor Suoh pierde la memoria de los últimos tres meses. Eso hace que olvide a la señorita Nagisa, ya que la conoció en esos últimos meses. Él quiere recordarla, pero no puede, y ella no sabe que el señor Suoh la ha olvidado. Al final se acaba enterando y ayuda, al señor Nozomu y el señor Akira, a que el señor Suoh recupere la memoria. | |         |
| 19 | «Algún día en algún lugar» «Aru hi dokoka de» (ある日どこかで)                                      |         |
| Mientras recogían los archivos del comité de estudiantes el señor Nozomu da un golpe a una caja, y hace que todas las cajas caigan sobre ellos. Entre todos los papeles encuentran un enigma de los anteriores alumnos de la junta de estudiantes y deciden ir a resolverlo. La primera pista era una cámara de fotos que estaba en un árbol sagrado, la segunda pista era en el lago que estaba cerca de parvulario donde se encuentran a la señorita Nagisa y la presidenta Okawa y les ayudan a buscar y, por último, la tercera pista que estaba en un bosque detrás del centro comercial Imonoyama donde descubre un precioso paisaje lleno de flores. | |         |
| 20 | «Apuesta elegante» «karei naru kake» (華麗なる賭け)                                                 |         |
| Un amigo de la infancia del señor Nozomu está tratando de vengarse de él y prepara una trampa. Hace creer a la señorita Nagisa y la presidenta Okawa que el señor Suoh y el señor Ijuin les han citado en el parque de atracciones y, a la vez, hace creer que la señorita Nagisa y la presidenta Okawa que les quieren dar un regalo al señor Suoh y el señor Akira. Reúne a los cuatro en el parque y pone en peligro sus vidas para que el señor Nozomu pueda, o no, llegar a tiempo para salvarlos. | |         |
| 21 | «Ilusión gigantesca» «Ooinaru genei» (大いなる幻影)                                                 |         |
| 22 | «El imperdonable» «Yurusarezaru mono» (許されざる者)                                                |         |
| 23 | «Falsificación» «Fake» (フェイク)                                                                   |         |
| 24 | «Duelista» «Duelist» (デュエリスト)                                                                 |         |
| 25 | «Pánico en el metro» «Subway Panic» (サブウェイ・パニック)                                          |         |
| 26 | «Te entrego mi verdadero corazón» «Magokoro o kimi ni» (まごころを君に)                             |         |

### Música
Opening
- Peony Pink de Ali Project

Ending
- Youkoso METARIKKU PAATII de Marble Berry
- Gift de Maaya Sakamoto

- Datos: Q1094906